# Урбшс, Антоний
Антоний Урбшс (латыш. Antonijs Urbšs, 29 ноября 1879, Рокишкис, Российская империя — 11 августа 1965, Монсеррат, Испания) — католический прелат, первый епископ лиепайский с 29 апреля 1938 года по 11 августа 1965 года.

## Биография
Антоний Урбшс родился 29 ноября 1879 года в городе Рокишкис, Российская империя. В 1898 году поступил в Санкт-Петербургскую католическую академию, которую закончил в 1903 году. 22 марта 1903 года был рукоположён в священника могилёвским архиепископом Иеронимом Болеславом Клопотовским. В 1922 году Антоний Урбшс был назначен секретарём рижского архиепископа.
29 апреля 1938 года римский папа Пий XI назначил Антония Урбшса епископом Лиепаи. 29 июня 1938 года состоялось рукоположение Антония Урбшса в епископа, которое совершил апостольский нунций в Латвии и Эстонии архиепископ Антонио Арата в сослужении с вспомогательным епископом рижской архиепархии Язепсом Ранкансом и апостольским администратором могилёвской архиепархии епископом Болеславом Слоскансом.
В 1944 году Антоний Урбшс эмигрировал в Германию, где поселился в монастыре капуцинов. В 1949 году переехал в Испанию, где стал жить в бенедиктинском монастыре в Монсеррате. Во время пребывания в Испании Антоний Урбшс совершил несколько сот рукоположений в священство и несколько десятков тысяч таинств миропомазания.
Участвовал в работе I и II сессиях II Ватиканского собора.
Скончался 11 августа 1965 года в Монсеррате, оставаясь до самой смерти лиепайским епископом.